# Пол Баньян

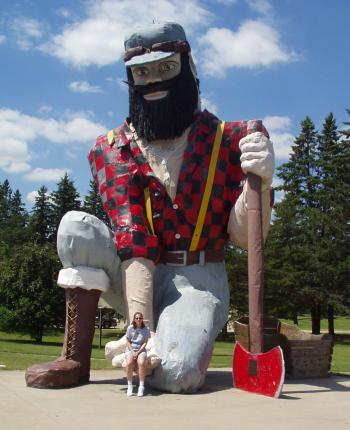
Поль Баньян в Эккели, Миннесота.

Пол Баньян (также Поль, англ. Paul Bunyan) — гигантский дровосек, персонаж американского фольклора.

## Происхождение легенды о Поле Баньяне
Самое раннее напечатанное произведение о Баньяне, которое известно, создано Джеймсом Maкгилливреем в 1910 (по другим сведениям, в 1906) году. Несколько лет спустя, в 1916 году, Уильям Логхед придумывал рекламу и решил использовать образ Баньяна, сделав его гигантом.
Джеймс Стивенс написал книгу под названием «Пол Баньян» в 1925 году. Эта книга говорит, что франко-канадцы создали истории о Поле Баньяне во время восстания Папино 1837 года, когда они боролись против Англии. Это объясняет, почему фамилией Поля Баньяна является «Баньян», поскольку «Баньян» звучит как франко-канадское сленговое слово «Bonyenne», означающее удивление, — аналогично тому, как англичане могли бы сказать «Боже мой» или «Мой Бог». Люди рассказывали друг другу истории о Баньяне, и эти истории, естественно, несколько изменялись, передаваясь от человека к человеку.

## Легенды о Поле Баньяне
Пол Баньян — знаменитый лесоруб и герой фольклора северных штатов США: Мэна и района Великих Озёр. Согласно легенде, когда Баньян родился, потребовалось пять аистов, чтобы привезти его. Когда он стал старше, он разрушил все окна в доме, когда хлопал в ладоши и смеялся. Когда ему было семь месяцев, он отпилил ножки у постели своих родителей посереди ночи. Пол и его друг Бэйб Синий Бык создали Большой Каньон, когда Поль, путешествуя, тащил за собой свой топор. 
Пол славился огромной силой, был изобретательным и неунывающим. Его друг — голубой бык по кличке Малыш («Бэйб»), большое и очень сильное животное. Согласно легенде, Баньян впрягал своего быка в квадратную милю земли, тот оттаскивал её на лесопилку, а после того как Пол повалит все деревья, возвращал назад. Пол варил гороховый суп прямо в озере, поскольку славился отменным аппетитом, валил деревья криком, вырыл Большой каньон. Пол Баньян — символ американского размаха.
Много разных поселений утверждают, что они являются «домом» Баньяна. Некоторые из этих городков находятся в штатах Миннесота, Мичиган и Висконсин, хотя в других штатах такие городки тоже имеются.
В городе Келлихер, штат Миннесота, есть парк под названием Мемориальный парк Поля Баньяна, где есть захоронение, на котором написано, что Пол Баньян похоронен здесь.

## В искусстве

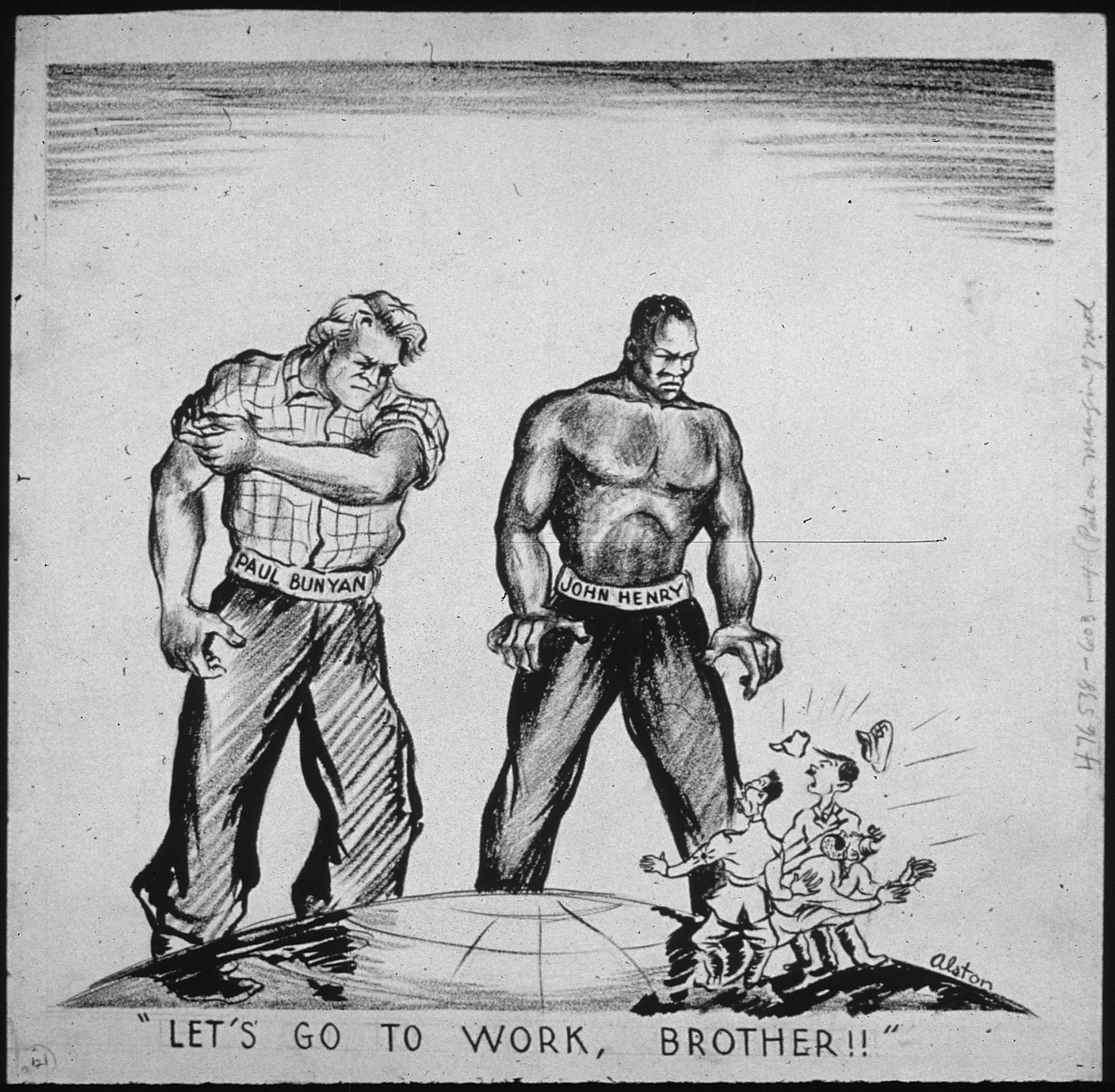
Пол Баньян и Джон Генри на американском плакате времён Второй Мировой войны

- «Пол Баньян» — оперетта Бенджамина Бриттен на либретто Уистена Хью Одена (1941)
- «Пол Баньян[англ.]» — мультфильм Леса Кларка (1958, производство Walt Disney Productions)